# Philacarus
Genre
Philacarus est un genre d'opilions laniatores à l'appartenance familiale incertaine.

## Distribution
Les espèces de ce genre se rencontrent en Colombie pour l'espèce actuelle et en République dominicaine pour la fossile.

## Liste des espèces
Selon World Catalogue of Opiliones (31/10/2021) :
- Philacarus samoides Sørensen, 1932
- † Philacarus hispaniolensis Poinar & Cokendolpher, 1992

## Publication originale
- Henriksen, 1932 : « Descriptiones Laniatorum (Arachnidorum Opilionum Subordinis). Opus posthumum recognovit et edidit Kai L. Henriksen. » Det Kongelige Danske Videnskabernes Selskabs skrifter, Naturvidenskabelig og Mathematisk Afdeling, sér. 9, vol. 3, no 4, p. 197–422.